# Bandar-e Dschask
Bandar-e Dschask (persisch بَندَرِ جاسک Bandar-e Dschāsk, DMG Bandar-e Jask, ‚Hafen von Dschask‘), kurz einfach Dschask (جاسک Dschāsk, auch Jask), ist eine Hafenstadt in der Provinz Hormozgan im Iran. Sie ist Verwaltungssitz des Bezirks Dschask. Beim Zensus 2016 betrug ihre Einwohnerzahl 58.884. Das Klima ist warm und schwül.

## Geographie
Die Stadt liegt auf und am Kap Dschask (Ra's-e Dschask), einer nach Südwesten in den Golf von Oman ragenden Landspitze, rund 225 km südöstlich von Minab und etwa 1700 Kilometer südlich von Teheran am Nordufer des Golfs von Oman bzw. am Ostufer der Straße von Hormus. Das Kap Dschask ist das westliche Ende der Makran-Küste, die sich von hier auf etwa 1000 km Länge in östlicher Richtung bis zur Sonmiani-Bucht, circa 25 Kilometer nördlich von Karatschi in Pakistan, erstreckt.

## Infrastruktur
Bandar-e Dschask ist westlicher Endpunkt der 493 km langen Schnellstraße 98 von Tschahbahar nach Dschask und südlicher Endpunkt der 1720 km langen Schnellstraße 91 von Feyz Abad über Minab nach Dschask.
Seit Oktober 2008 befindet sich in Bandar-e Dschask ein Stützpunkt der iranischen Marine, von dem aus gegebenenfalls die Straße von Hormus und damit der Zugang in den Persischen Golf blockiert werden kann. Neben Patrouillen- und Schnellbooten sind in Dschask auch Küsten-U-Boote des Typs Ghadir stationiert.

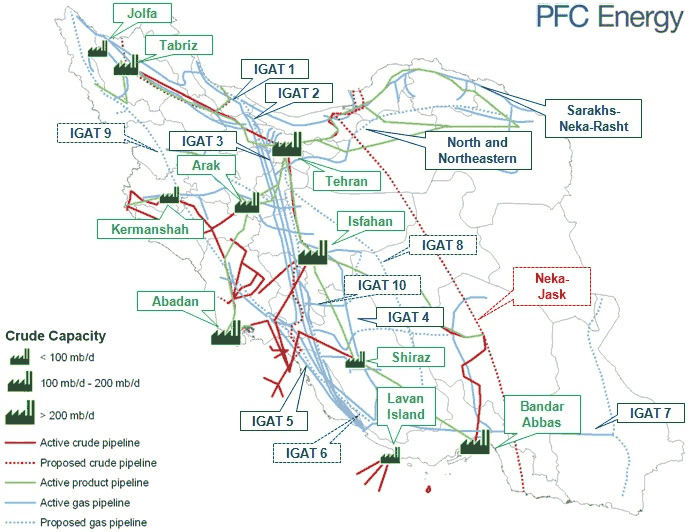
Irans Petroleum- und Gas-Infrastruktur; die geplante Neka-Dschask-Pipeline rot gepunktet rechts auf der Karte

Bandar-e Dschask soll, nach mindestens seit 2008 zirkulierenden Plänen, auch zu Irans zweitem großen Erdölhafen (nach der Insel Charg) ausgebaut werden. Dazu soll unter anderem eine etwa 2200 km lange Pipeline von Neka am Kaspischen Meer bis nach Bandar-e Dschask verlegt werden, durch die dann Petroleum aus Russland, Aserbaidschan und Zentralasien geleitet würde. Ein Tanklager für 20 Millionen Barrel und, mit chinesischer Hilfe, ein Industriepark sollen ebenfalls entstehen. Bis zu 1 Million Barrel Rohöl pro Tag können in diesem Ölterminal auf Schiffe umgeladen werden.
Der Flughafen Dschask (IATA-Code: JSK) mit seiner 1,8 km langen Start- und Landebahn befindet sich an der Küste unmittelbar südlich der Stadt. Dort sollen unter anderem Überwachungsdrohnen des im Iran von Qods Aviation Industries hergestellten Typs Mohajer stationiert sein.

## Geschichtliches
Bandar-e Dschask war einst ein Zentrum des Mithra-Kults in Persien, und die Ruine des Mithra-Tempels Anahita steht noch heute in der Stadt.
Im Dezember 1616 erschien das erste englische Handelsschiff, die aus Surat in Indien kommende James unter Kapitän Edward Connock von der Englischen Ostindien-Kompanie, in Dschask und bereits 1619 richtete die Kompanie auf der Grundlage eines 1617 durch Connock von Schah Abbas I. erwirkten Privilegs hier eine Niederlassung ein. (Die gleichzeitig gegründete Persia Agency wurde nach der Vertreibung der Portugiesen aus Hormus im Jahre 1622 nach Bandar Abbas verlegt.) Die Kompanie erhielt das Recht, Güter zollfrei ein- und auszuführen, eine Kirche zu bauen und Gottesdienste zu halten, einen Friedhof einzurichten, britische Gesetzesbrecher zu verhaften und nach England zu repatriieren, und Strafgerichtsbarkeit in anglo-iranischen Fällen auszuüben. Der Antrag, ein Fort bauen zu dürfen, wurde 1618 allerdings abgelehnt. Als ab 1619 die seit 1515 auf der Insel Hormus etablierten Portugiesen aus Surat kommende Schiffe der Britischen Ostindien-Kompanie am Anlaufen von Dschask zu hindern versuchten, kam es am 28. Dezember 1620 zum Seegefecht bei Dschask zwischen jeweils vier Schiffen auf beiden Seiten. Die portugiesisch-flämische Schwadron wurde durch britisches Geschützfeuer schwer beschädigt und rettete sich nach Hormus. Im Januar 1622 eroberte Abbas mit Hilfe von sechs Schiffen der Kompanie die Insel Hormus von den Portugiesen zurück. 1623 ließ er den Hafen auf das Festland verlegen und gab der dortigen Stadt ihren heutigen Namen Bandar Abbas, das bald darauf Bandar-e Dschask als Hauptbasis der East India Company am Persischen Golf ablöste.

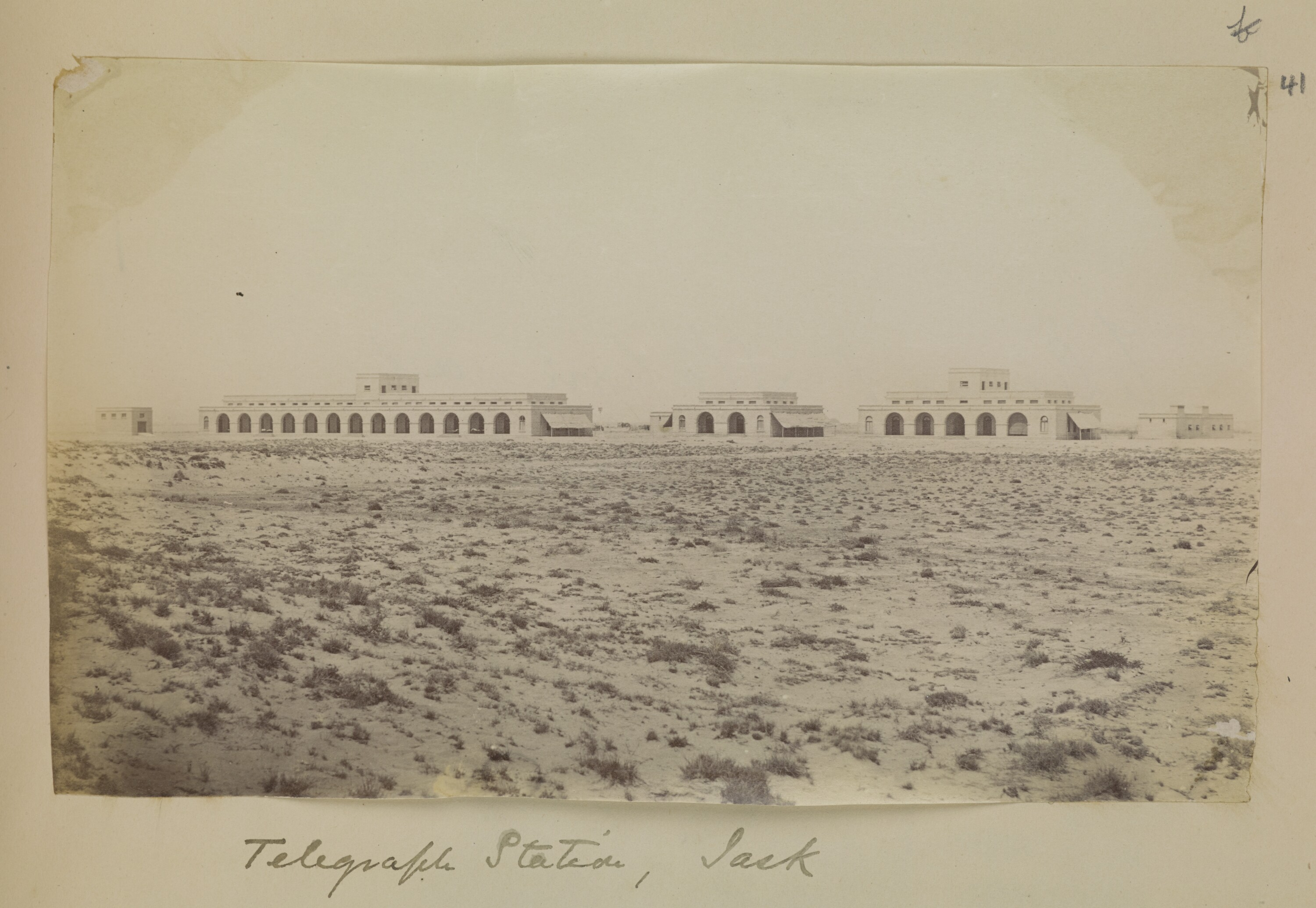
Die Britische Telegraphenstation in Jask ca. 1870

1869 wurde Bandar-e Dschask kritischer Knotenpunkt einer 1868/69 eingerichteten neuen Telegraphenverbindung von Britisch-Indien nach Westeuropa: Ein Unterwasserkabel von Karatschi über Sonmiani, Ormara, Pasni und Gwadar (alle im heutigen Pakistan) sowie Tschahbahar (im Iran) nach Dschask und das Unterwasserkabel von Aden wurden in Dschask an die Überlandleitung von Buschehr und Bandar-e Lengeh angeschlossen. Die unmittelbar am Kap gelegene Telegraphenstation des Indo-European Telegraph Departments (IETD) in Dschask wurde im Ersten Weltkrieg ab 1916 von einer Kompanie Sepoys beschützt. Das 1914 auf dem Dach der Station installierte Leuchtfeuer wurde nach Beginn des Zweiten Weltkriegs (wohl 1941) durch einen runden, weiß gestrichenen Leuchtturm ersetzt, an dessen Stelle heute ein 20 m hoher roter Stahlfachwerkturm mit quadratischem Querschnitt steht. 1930 wurde die bisher britische Telegraphenstation nebst Leuchtfeuer an die iranische Regierung übergeben. Das Gebäude ist seit 2006 als historisch bedeutsam registriert und es gibt Bestrebungen, es zu einem Militärmuseum umzufunktionieren.

## Sehenswürdigkeiten

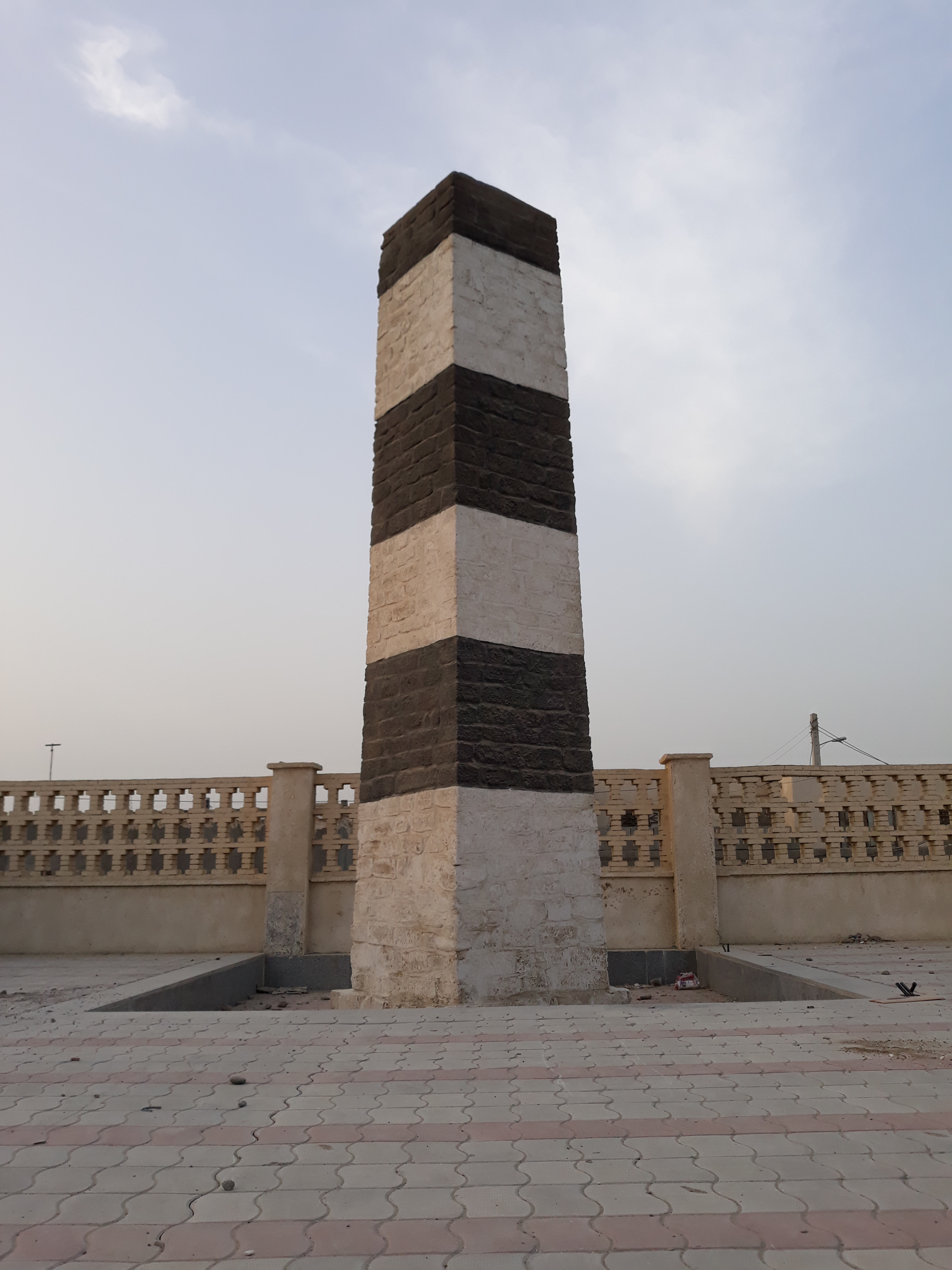
Schwarz-Weißer Turm

Sehenswert ist der sogenannte Schwarz-Weiße Turm (Black and White Tower), ein ehemaliges Navigationszeichen am Strand im Süden der Stadt, etwa 1 km östlich des Kaps. Er ist wechselweise aus sieben oder acht Lagen weißen bzw. schwarzen Ziegelsteinen gemauert, die insgesamt drei weiße und drei schwarze Bänder ergeben. Der oberste schwarze Lage endet in einer stumpfen pyramidenförmigen Spitze.
Unmittelbar nördlich der Stadt mäandriert der große Priel Xore Jâsk in zwei großen Schlingen mehrere Kilometer ins Landinnere. Sein Umfeld, etwa 11.500 Hektar groß, besteht aus Sandstränden, Dünen, Watt, Marschen, Überflutungsmooren, kaum bewachsenen sandigen Flächen und, an seinem inneren Ende, einem prächtigen Mangrovenwald von rund 100 Hektar der Species Avicennia marina. Das Gebiet ist von erheblicher Bedeutung für hier überwinternde Vögel, wie z. B. Krauskopfpelikan (Pelecanus crispus), Goliathreiher (Ardea goliath), Paddyreiher (Ardeola grayii), Krabbentriel (Esacus recurvirostris), Seeadler (Haliaeetus albicilla) usw. Auf der Ebene um das Prielgebiet finden sich Braunbauch-Flughuhn (Pterocles exustus) und Sandlerche (Ammomanes cinctura).

## Belege und Anmerkungen
1. ↑  Iran: Hormozgan auf citypopulation.de
2. ↑  Auch Ras-e Jask oder Ra's-e Jask.
3. ↑  BBC News: Iran 'opens naval base' near Gulf
4. 1 2  We Found Iran’s Secretive Drone Base, auf thedailybeast.com
5. ↑  Iran to build new oil export terminals in Persian Gulf
6. ↑  Iran plans to turn Jask port into its 2nd oil hub
7. ↑  Iran-China plan to establish industrial park
8. ↑  Ölmarkt und Rohölpreise - TECSON / Ölmarktbericht vom 21. Oktober 2024. Abgerufen am 21. Oktober 2024.
9. ↑  Mohajer (UAV), auf globalsecurity.org
10. ↑  Erst ab 1707 hieß sie Britische Ostindien-Kompanie.
11. 1 2  Daniel T. Potts, Encyclopaedia Iranica: Jāsk
12. ↑  Percy Sykes: A History of Persia, Volume II. Nachdruck der Originalausgabe von Macmillan & Co., 1915. RoutledgeCurzon, New York, 2004, ISBN 0-415-32680-X, S. 190–191
13. ↑  Encyclopaedia Iranica: Indo-European Telegraph Department
14. ↑  Der Leuchtturm Ras-e Dschask steht auf der Position 25° 38′ 11,3″ N, 57° 45′ 51,7″ O, unmittelbar am Kap Dschask. Die Feuerhöhe des alle 15 Sekunden zweimal weiß blinkenden Leuchtfeuers ist 32 m. (Lighthouses of Southeastern Iran)
15. ↑  Iran’s oldest telegraph tower to serve as museum
16. ↑  Foto des Turms, ursprünglich auf Panoramio: black & white tower (Memento vom 15. Oktober 2016 im Internet Archive)
17. ↑  Welcome to Jâsk, auf occities.org